# Michel Alary
Pour les articles homonymes, voir Alary.
Michel Alary est un médecin, chercheur et épidémiologiste canadien né en 1954.

## Biographie
Michel Alary a obtenu un doctorat en médecine à l'Université de Sherbrooke en 1974 ainsi qu'une maîtrise en 1987 et un doctorat en 1991 en médecine expérimentale à l'Université Laval. Il est professeur d'épidémiologie à l'Université Laval. Ses activités de recherche se focalisent sur l'épidémiologie et la prévention des infections sexuellement transmissible, notamment le VIH, chez les populations les plus vulnérables.

## Distinctions
- Prix du Chercheur émérite du Réseau de recherche en santé des populations du Québec (2016)[4]
- Conférence Mark Wainberg (2008)[5]
- Prix du pionnier de l'Institut de la santé publique et des populations des IRSC (2019)[6]
- Grand diplômé de l'Université Laval[7]